# Фромборк
Фромборк (на полски: Frombork; на немски: Frauenburg) е малък град в северна Полша, Браневски окръг, Варминско-Мазурско войводство, разположен на брега на Калининградския залив, в северния край на Елблонгското възвишение. Фромборк се състои от две части – самият град по крайбрежието, и сборен ансамбъл на хълма. Населението му е 2415 души. Площта му е 7,59 km2.
Днес Фромборк е известен като града, където е прекарал по-голямата част от живота си Николай Коперник. Той е каноник на Фромборкската катедрала и живее тук от 1510 г. до смъртта си през 1543 г. В една от стените, заобикалящи събора, той оборудва обсерватория, библиотека и помещение за съхранение на астрономически инструменти.